# Gallia Cisalpina

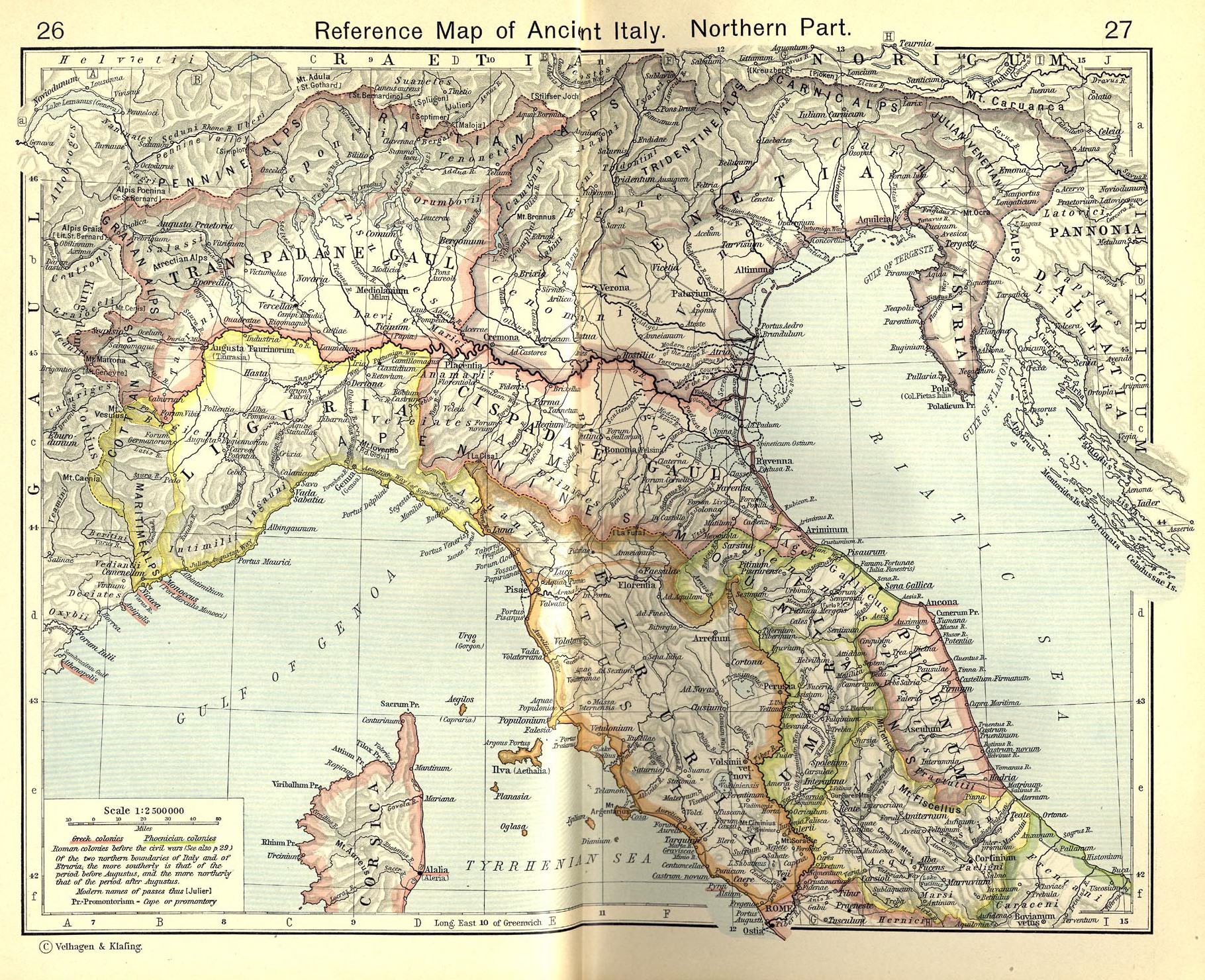
Gallia Cisalpina op een kaart uit William R. Shepherds Historical Atlas uit 1911.

Gallia Cisalpina was een provincie van de Romeinse Republiek. Het besloeg ongeveer heel Noord-Italië: bij benadering het gebied ten noorden van de lijn La Spezia-Rimini.
De naam "Gallia Cisalpina" wil zoveel zeggen als "Het Gallië aan deze kant (vanuit het gezichtspunt van Rome) van de Alpen". Van oorsprong was het dan ook bewoond door de Galliërs. De Galliërs waren volgens de Romeinse opvatting barbaren en als zodanig dus ook geen inwoners van het Romeinse Rijk. Doordat dit stuk niet onder Romeinse heerschappij viel, konden de Transalpijnse Galliërs makkelijk de Alpen oversteken en zo Rome aanvallen. Dit was een reden om Gallia Cisalpina te veroveren.
Nadat Rome de heerschappij over dit gebied ten deel viel in 203 v.Chr., werd het een Romeinse provincie, de derde, na Sicilia en Sardinia & Corsica (dat toen nog één provincie was). Gallia Cisalpina werd samengevoegd met de rest van Italië in 42 v.Chr. na Octavianus' poging tot 'Italianisering' tijdens het Tweede Triumviraat.